# Osiedle III (Konin)
Osiedle III – osiedle w „nowej” części Konina.
Obejmuje budynki mieszkaniowe od wschodniej części ul. Dworcowej do ul. Kleczewskiej i od ul. Poznańskiej (na południu) do ul. Kolejowej. Na połowie osiedle przecinają Aleje 1 Maja. Na osiedlu znajduje się m.in. Hotel "Konin", główna siedziba Miejskiej Biblioteki Publicznej czy Zespół Szkół im. Mikołaja Kopernika.
Osiedle wchodzi w skład dzielnicy Czarków.